# Arko GmbH

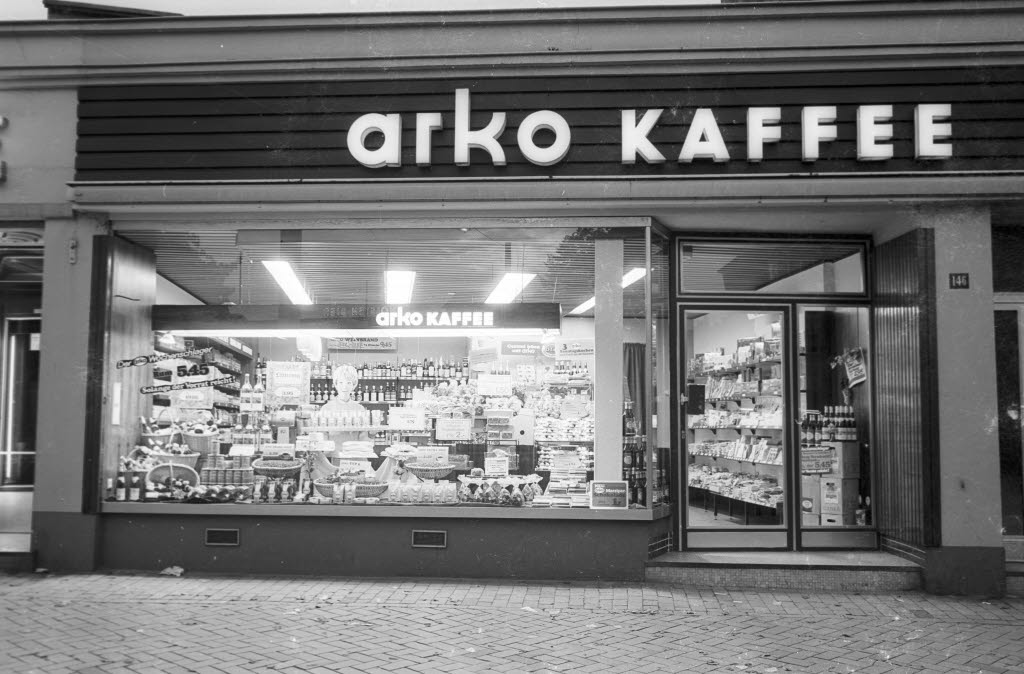
Ein Arko-Geschäft in Kiel, 1968 (Außenansicht)

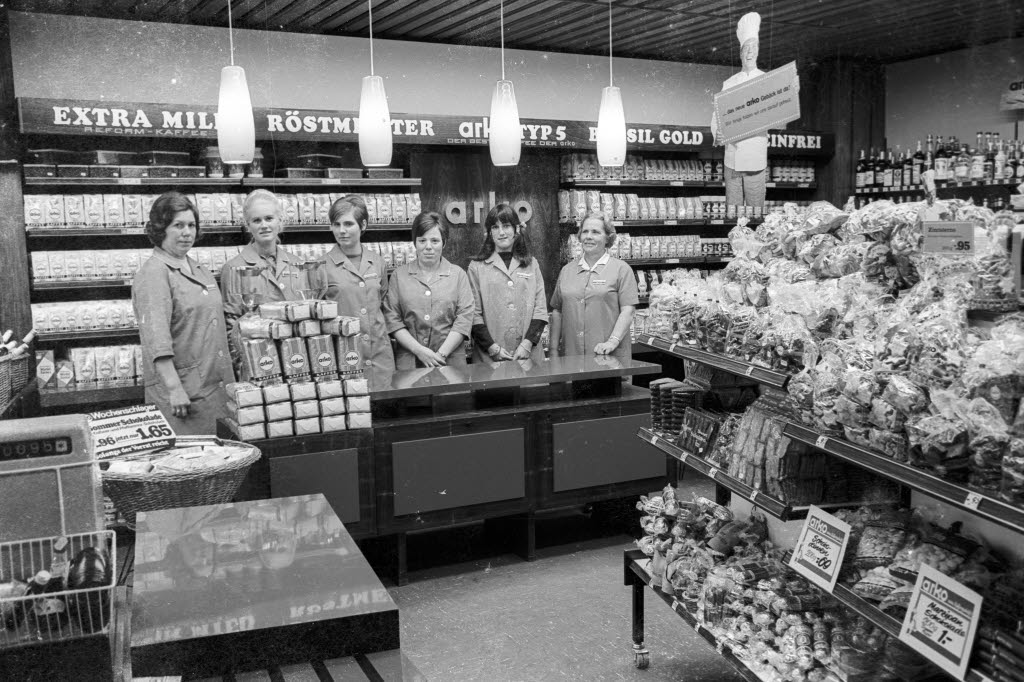
Ein Arko-Geschäft in Kiel, 1968 (Innenansicht)

Die Arko GmbH war ein im Jahr 1948 gegründeter Einzelhändler von Kaffee, Tee, Gebäck- und Süßwaren mit Unternehmenssitz in Wahlstedt (Schleswig-Holstein). Am 31. Januar 2024 musste die Gesellschaft zum zweiten Mal Insolvenz anmelden und wurde nachfolgend  aufgelöst. Die Unternehmensmarke sowie einen Teil der Filialen übernahm mit Wirkung zum 1. Mai 2024 der mittelständische Süßwarenhersteller Viba sweets GmbH. Dieser möchte auch die Zusammenarbeit mit Franchisenehmern und Partnern im Lebensmitteleinzelhandel (Depotregale) fortführen.

## Geschichte

### Ursprünge
Die Arko GmbH wurde 1948 von Cuno Rothfos und seinem Vater, dem Hamburger Kaffeehändler Bernhard Rothfos, gegründet. Beide blieben bis 1997 Geschäftsführer. Der Firmenname entstand als Abkürzung von „Arbeitsgemeinschaft für den Vertrieb von Konsumgütern“.
Neben Röstkaffee aus eigener Produktion wurden zunächst Grundnahrungsmittel auf den Märkten der Umgebung verkauft, später wurden Hausläden, Verkaufswagen und schließlich eigene Verkaufsstellen und Filialen eingerichtet und das Sortiment zunehmend auf Spezialitäten umgestellt. Die umsatzstärkste Warengruppen waren Pralinen, Schokolade, Gebäck und Kaffee, danach Süßwaren und Tee. Versuche, in höhere und ertragreichere Preissegmente vorzustoßen, scheiterten zuletzt mit der endgültigen Aufgabe der bereits jahrelang nicht mehr aktiv verfolgten Vertriebsschiene „Künzli“ (Schweizerische Spezialitäten) 2008. Mitte der 1990er Jahre war bereits der Versuch gescheitert, u. a. mit Modeschmuck am Nonfood-Erfolg anderer Kaffeefilialunternehmen teilzuhaben.
Nachdem noch Mitte der 1990er Jahre die letzten in zahlreichen Filialen vorhandenen Kaffeeausschänke nicht mehr in das Absatzkonzept passten und demontiert wurden, wurde wenige Jahre danach anlässlich des Coffeeshop-Booms wieder ein entsprechendes Konzept entwickelt, allerdings nur in wenigen Filialen umgesetzt und 2003 wieder aufgegeben.
Das Absatzgebiet beschränkte sich zunächst nur auf Schleswig-Holstein, wurde später aber durch die Übernahme bestehender Filialketten (in Hamburg u. a. Jansen, Messmer) stark vergrößert. Mit dem Fall der Mauer vergrößerte das bis dahin auf Norddeutschland ausgerichtete Unternehmen sein Absatzgebiet erheblich, dabei setzte man seit Anfang der 1990er Jahre stark auf Franchise. Versuche, weit außerhalb des Absatzgebietes Fuß zu fassen, wurden Mitte der 1990er Jahre am Bodensee erfolglos abgebrochen. Erst fünf Jahre später wurden ähnliche Expansionspläne zunächst im Ruhrgebiet erfolglos, dann ab 2005 u. a. in Österreich wieder verfolgt.
Mehrere Versuche von Cuno Rothfos, das Unternehmen in Familienhänden zu belassen, scheiterten, so bei Tochter Anne Rothfos (Gesamtprokura 1994–1995) und Sohn Kristian Rothfos (Gesamtprokura 1994–1996). Die Anteile der Familie wurden daher 1996 in die gemeinnützige arko-Stiftung eingebracht, in deren Vorstand auch Unternehmensangehörige vertreten sind. Zweck der Stiftung sind neben der Unterstützung hilfsbedürftiger Personen die Förderung mildtätiger Zwecke und der Jugendhilfe.
Die wirtschaftliche Situation war seit Mitte der 1990er Jahre eher ambivalent: Von 1995 bis 2006 fielen die Umsätze um ca. 20 %. Die Zahl der Angestellten sank ebenfalls in etwa diesem Ausmaß (allerdings nahm die Zahl der Franchisegeschäfte mit ihren Mitarbeitern zu). Verbessert wurde die finanzielle Ausstattung: Eigenkapitalquote, Eigenkapitalrendite und Umsatzrendite wurden im gleichen Zeitraum erheblich erhöht.

### Neuausrichtung, Insolvenzen
Mit Wirkung zum 1. April 2014 stieg der auf Sanierungen spezialisierte Investor Paul Morzynski, Hannover, über die neu gegründete Arko Holding als Mehrheitsgesellschafter in die Arko ein; der Anteil der Arko Stiftung am Stammkapital der Gesellschaft reduzierte sich dadurch auf 4 Prozent. Zum Geschäftsführer wurde Patrick G. Weber berufen, der damals auch das Morzynski gehörende Grand Hotel Heiligendamm leitete.
Ursprünglich wollte sich Morzynski mit der Übernahme von Arko einen neuen Absatzkanal für Süßwaren sichern, die in der im Jahr 2014 mehrheitlich in seinem Eigentum stehenden Halloren Schokoladenfabrik hergestellt wurden. Vor diesem Hintergrund war zunächst geplant, dass Arko trotz Schließung unrentabler Filialen bis zum Jahr 2020 auf 275 Standorte wächst. Durch Produktinnovationen, Neugestaltung der Ladengeschäfte sowie innovative Marketingansätze sollten jüngere Kunden gewonnen werden. Nachdem sich diese Ziele nicht erreichen ließen, sollte Arko an die Börse gebracht werden. Um das Unternehmen für den (nicht erfolgten) Börsengang attraktiv zu machen, wurden im Jahr 2016 zunächst 35 Eilles-Fachgeschäfte von J. J. Darboven erworben und in Markenlizenz weitergeführt; im Gegenzug übernahm Darboven die Rösterei in Wahlstedt. Weiter kaufte die Arko Holding zum 1. Oktober 2018 den Konkurrenten Hussel mit damals 210 Filialen auf. Durch den Zusammenschluss der drei Marken Arko, Eilles und Hussel sollte Europas größtes Confiserie-Fachhandelsunternehmen mit rund 450 Standorten in Deutschland, Österreich, Tschechien und Portugal entstehen. Die Arko Holding GmbH firmierte seit Dezember 2019 unter Deutsche Confiserie Holding GmbH.
Nach ersten wirtschaftlichen Schwierigkeiten im Jahr 2018 sowie deutlichen Umsatzeinbußen aufgrund der Corona-Pandemie mussten die Holding und ihre operativen Tochtergesellschaften Arko, Hussel und Eilles im Januar 2021 Insolvenz anmelden. Diese wurde unter dem Corona-Schutzschirm in Eigenverwaltung durchgeführt. Da Morzynski im Rahmen der Insolvenzpläne frisches Kapital nachschoss, hob das Insolvenzgericht im Oktober 2021 die Insolvenz für die drei operativen Gesellschaften auf. Die alte Holding wurde im Rahmen der Insolvenz aufgelöst. An ihre Stelle trat die DCG Deutsche Confiserie Group GmbH & Co. KG, deren einziger Kommanditist wiederum Morzynski ist.
Trotzdem schrieb Arko in den Jahren 2022 und 2023 rote Zahlen. Auch vor diesem Hintergrund reduzierten die drei operativen Unternehmen die Zahl ihrer Filialen bis Ende 2023 auf insgesamt 275. Parallel entstanden neue Umstrukturierungspläne, die unter anderem eine Vereinheitlichung der Sortimente sowie den Umbau aller Arko-Filialen und deren Umbenennung in Hussel bis zum Jahr 2026 vorsahen. Im Jahr 2024 wollte die Unternehmensgruppe in die Gewinnzone zurückkehren. Arko sollte nur noch als nationale Produktmarke für Kaffee dienen.
Ende 2023 neutralisierten jedoch verschiedene makroökonomische Effekte die erreichten Stabilisierungserfolge; eine weitere Finanzierung der außergerichtlichen Restrukturierung war nicht darstellbar. Am 31. Januar 2024 meldeten die drei operativen Unternehmen Arko, Eilles und Hussel daher erneut Insolvenz an. Mit Eröffnung des Insolvenzverfahrens wurden die Gesellschaften aufgelöst. Das Amtsgericht Norderstedt (Insolvenzgericht) bestellte den Rechtsanwalt Dietmar Penzlin für alle drei Unternehmen zum vorläufigen Insolvenzverwalter; bereits bei der ersten Insolvenz war er Sachwalter von Hussel und Eilles.
Während des Insolvenzverfahrens übernahm der mittelständische Süßwarenhersteller Viba sweets GmbH durch Asset Deals zum 1. Mai 2024 die Markenrechte sowie insgesamt 125 Arko-, Hussel, und Eilles-Filialen. Die Einzelhandelsaktivitäten wurden in der am 10. April 2024 gegründeten und am 24. April 2024 umfirmierten Hussel Confiserie GmbH mit Sitz in Floh-Seligenthal gebündelt. Die Zusammenarbeit mit 35 Franchisenehmern und Partnern im Lebensmitteleinzelhandel (ca. 3500 Depotregale) soll fortgeführt werden. Geplant ist der Erhalt von rund 600 der zuvor 1200 Arbeitsplätze.